# 亥

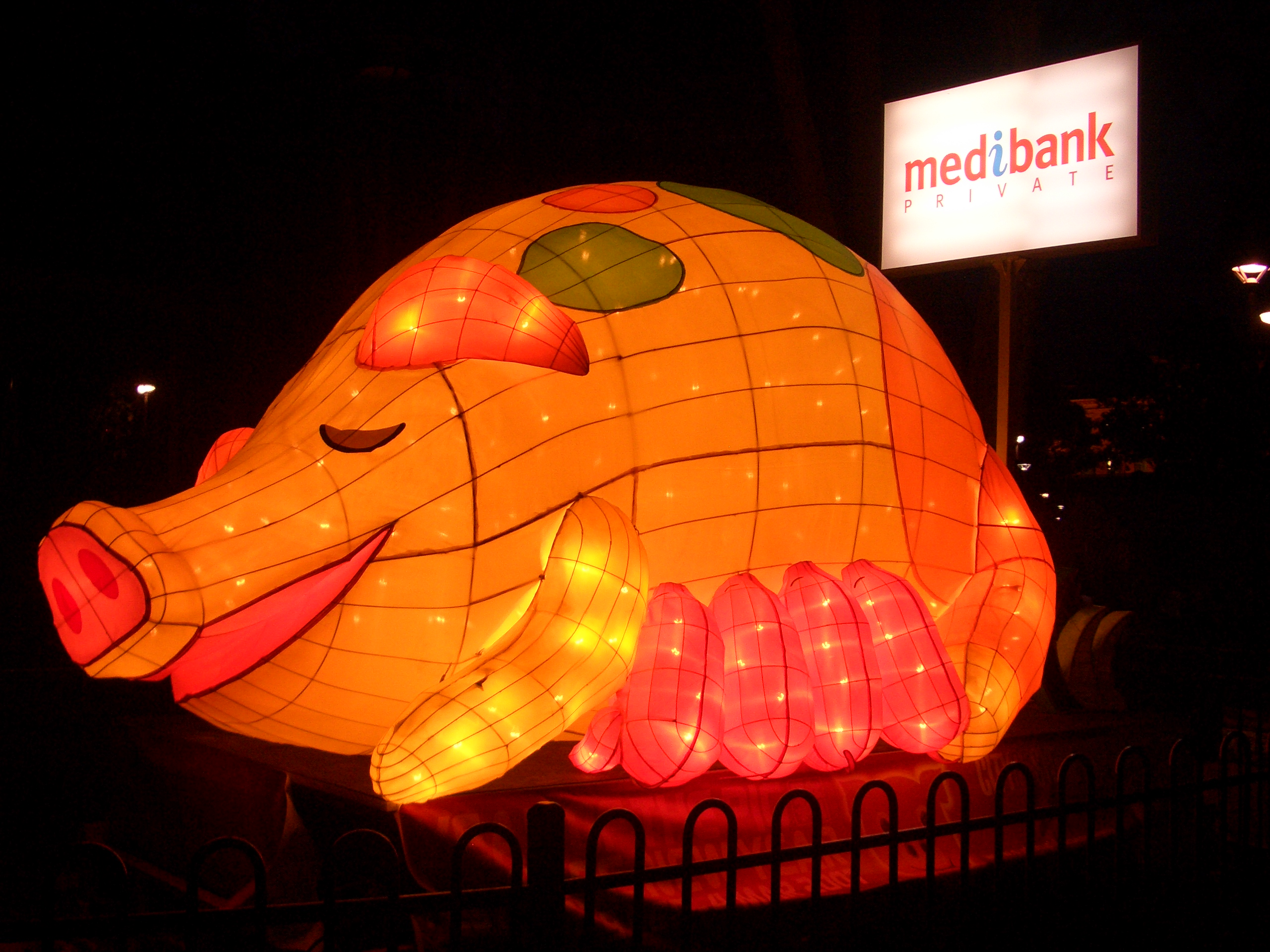
2007年2月の旧正月を祝うブタの像、ベルモア公園、オーストラリア・シドニー

亥（い、がい）は、十二支のひとつ。いわゆる「いのしし」。通常十二支の中で第12番目、最後に数えられる。
前は戌、次は子である。

## 概要
- 亥年は、西暦年を12で割って3が余る年が亥の年となる（日本では新暦1月1日に始まるが、中国では旧暦1月1日に始まる）。なお、年を表す時の別名は大淵献[1]。
- 亥の月は旧暦10月（概ね新暦11月）。
- 亥の刻は午後10時を中心とする約2時間。
- 亥の方は北西よりやや北寄り（北西微北：北基準右廻り330°）の方角である。
- 五行は水気。
- 陰陽は陰である。

## 伝承
『漢書』律暦志によると亥は「閡」（がい：「とざす」の意味）。草木の生命力が種の中に閉じ込められた状態を表しているとされる。
後に覚え易くするために動物の「猪」が割り当てられた。
日本では「猪」の字は「イノシシ」を意味するが、中国では「ブタ」を意味する。「豚」の字は「子ブタ」を意味する。亥がブタ年からイノシシ年になったのは伝わった頃の誤訳が定着したと考えられる。
相場格言に「辰巳天井、午尻下がり、未辛抱、申酉騒ぐ。戌は笑い、亥固まる、子は繁栄、丑はつまずき、寅千里を走り、卯は跳ねる」がある。

## 亥を含む干支
- 乙亥
- 丁亥
- 己亥
- 辛亥
- 癸亥